# Episodi de Die Camper (sesta stagione)
La sesta stagione della serie televisiva Die Camper è stata trasmessa in anteprima in Germania da RTL Television tra il 10 gennaio 2003 e il 4 aprile 2003.
| nº | Titolo originale     | Titolo italiano | Prima TV Germania | Prima TV Italia |
| -- | -------------------- | --------------- | ----------------- | --------------- |
| 1  | Der Duschmarkenkrieg | inedito         | 10 gennaio 2003   | inedito         |
| 2  | Der Nachtclub        | inedito         | 17 gennaio 2003   | inedito         |
| 3  | Der Haussklave       | inedito         | 24 gennaio 2003   | inedito         |
| 4  | Das Geschenk         | inedito         | 31 gennaio 2003   | inedito         |
| 5  | Hoher Besuch         | inedito         | 7 febbraio 2003   | inedito         |
| 6  | Das Ferkel           | inedito         | 14 febbraio 2003  | inedito         |
| 7  | Der Sträfling        | inedito         | 21 febbraio 2003  | inedito         |
| 8  | Der Babysitter       | inedito         | 28 febbraio 2003  | inedito         |
| 9  | Der Angelschein      | inedito         | 7 marzo 2003      | inedito         |
| 10 | Die Hunnen kommen    | inedito         | 14 marzo 2003     | inedito         |
| 11 | Das Pilzessen        | inedito         | 21 marzo 2003     | inedito         |
| 12 | Jung geblieben       | inedito         | 28 marzo 2003     | inedito         |
| 13 | Der neue Wagen       | inedito         | 4 aprile 2003     | inedito         |